# 第45回スーパーボウル
第45回スーパーボウル（Super Bowl XLV）はピッツバーグ・スティーラーズとグリーンベイ・パッカーズの間で争われた45回目のNFLスーパーボウル（優勝決定戦）であり、2011年2月6日にテキサス州アーリントンにあるカウボーイズ・スタジアムで開催された。試合はNFC第6シードから勝ち上がったパッカーズが31-25でAFC第2シードから勝ち上がったスティーラーズを下した。MVPは3タッチダウンパスを投げたパッカーズのクォーターバック、アーロン・ロジャースが獲得した。

## 開催地
大会の開催地にあたっては2007年5月のNFLオーナー会議でダラス、インディアナポリス、グレンデールが立候補していた。しかし先にグランデールの開催を取り下げ、最終的にはダラスとインディアナポリスとの一騎討ちとなり、投票の結果、ダラスに決定した。
ダラス及びダラス都市圏でスーパーボウルが開催されるは初めてである。

## 出場チーム

### グリーンベイ・パッカーズ

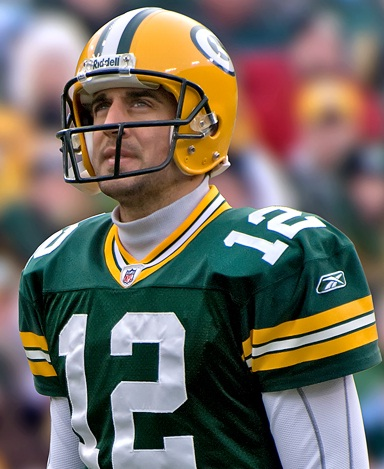
QBロジャース

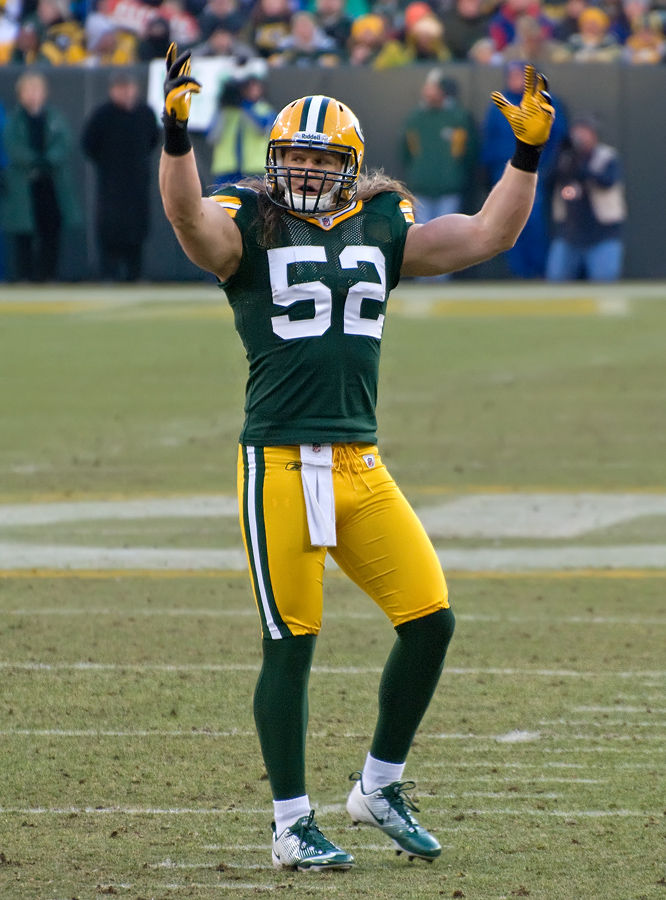
LBマシューズ

グリーンベイ・パッカーズは10勝6敗でシーズンを終え、NFC第6シードとなった。ワイルドカード枠である第6シードのチームがスーパーボウルに出場するのは第40回スーパーボウルに出場したピッツバーグ・スティーラーズ以来で史上2回目のことであり、プレーオフでは敵地でカンファレンスの第1シード、第2シード、第3シードの3チームを破った2番目のチームにもなり、5回目のスーパーボウル出場を果たした。
オフェンスは長年先発QBを務めたブレット・ファーヴに代わり、先発QBとなって3年目のアーロン・ロジャースでパス成功率65.7%、3922ヤード、28TD、11INT、QBレーティングは101.2（2年連続で100以上となった。）の成績を残した。ロジャースはランでも356ヤード、4TDをあげた。グレッグ・ジェニングズがチームトップの76回のレシーブで1265ヤード（平均16.6ヤードはNFL4位）、12TD（NFL2位）をあげるとともに、ジェームズ・ジョーンズが50回のレシーブで676ヤード、5TD、ドナルド・ドライバーが51回のレシーブで565ヤード、4TD、ジョーディ・ネルソンが45回のレシーブで582ヤード、キックオフリターンで496ヤードを記録した。チームは第5週にその時点でチームのリーディングレシーバーであったTEジャーマイケル・フィンリーを負傷で失った。前の2シーズンでそれぞれ1200ヤード以上を走ったライアン・グラントを第1週に負傷で失っており、代役のブランドン・ジャクソンが703ヤードを走るとともに、43回のレシーブで342ヤード、FBジョン・クーンが281ヤードを走った。オフェンスラインは、11年目のベテランでプロボウルに選ばれたタックルのチャド・クリフトンに率いられた。
ディフェンスはリーグ2位の平均15失点であった。ディフェンスラインは、わずか11試合の出場にとどまったが、7サックをあげたカレン・ジェンキンス、6.5サックをあげたB・J・ラジの存在があり、ラインバッカーには、プロボウルに選ばれたクレイ・マシューズ3世がNFL4位の13.5サック、A・J・ホークはチームトップの111タックル、3インターセプトをあげた。セカンダリーでは3人がプロボウルに選ばれ、トラモン・ウィリアムズがチームトップの6インターセプト、ニック・コリンズが4インターセプト、70タックル、13年目のベテランCBチャールズ・ウッドソンが92タックル、5ファンブルフォース、2インターセプトをあげた。
パッカーズはこれまでのスーパーボウルでは、カンザスシティ・チーフス、オークランド・レイダース、ニューイングランド・ペイトリオッツ、デンバー・ブロンコスとAFL創設時のチームとの対戦であり、1933年に創設されており、AFLとNFLの統合前からNFLに所属しているチームとの対戦は初めてのことであった。

### ピッツバーグ・スティーラーズ

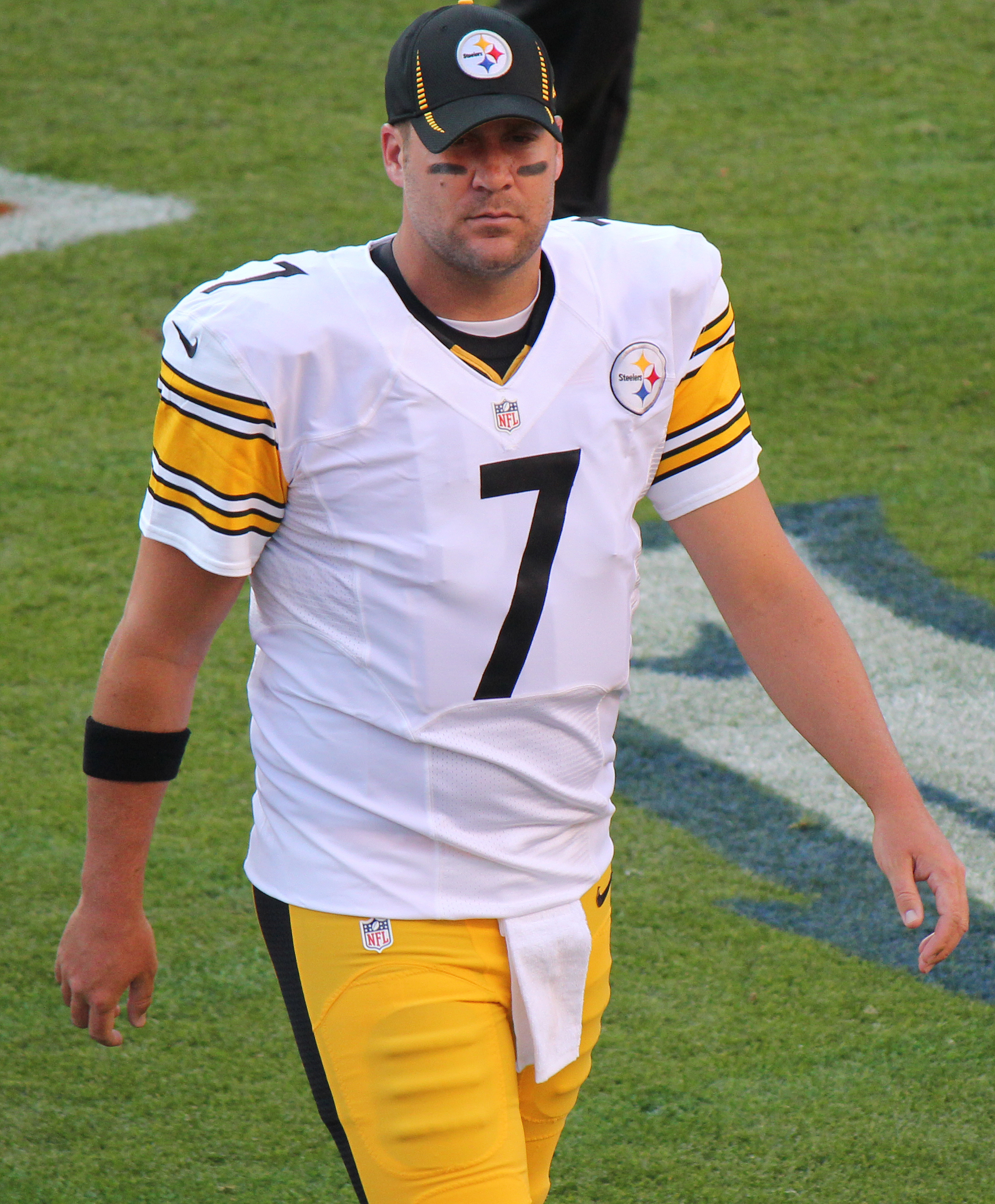
QBロスリスバーガー

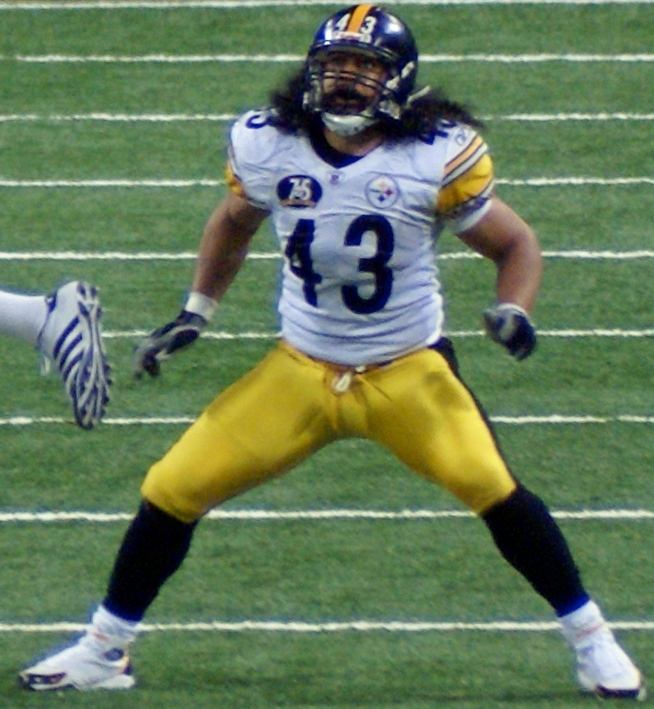
SSポラマル

ピッツバーグ・スティーラーズは、12勝4敗でシーズンを終え、AFC北地区で優勝、AFC第2シードからスーパーボウル8度目の出場を果たした。これはダラス・カウボーイズに次いでスーパーボウル出場回数の最多タイ記録となった。
7年目のQBベン・ロスリスバーガーが開幕から4試合出場停止となったが、その間3勝1敗の成績をあげて、その後ロスリスバーガーは先発QBに復帰し、3200ヤードを投げて17TD、5INT、QBレーティング97の成績を残すとともに、176ヤードを走って2TDをあげた。マイク・ウォレスがチームトップとなる60回のレシーブで1257ヤード（平均21ヤード）、10TDをあげ、13年目のベテランハインズ・ウォードが59回のレシーブで755ヤード、5TDをあげた。またTEヒース・ミラーが42回のレシーブで512ヤードを獲得した。HBラシャード・メンデンホールがチームのリーディングラッシャーであり、1273ヤードを走り、13TDをあげるとともに、23回のレシーブを記録した。オフェンスラインは、唯一プロボウルに選出されたルーキーのマーキス・パウンシーに統率されたが、彼はAFCチャンピオンシップゲームで負傷し、スーパーボウルではインアクティブとなった。
ディフェンスも強力でNFLトップの48サックをあげ、失点はリーグ最少の平均14.5点、平均ラン喪失ヤードもリーグトップの62.8ヤード、トータル喪失ヤードもリーグ2位の276.8ヤードであった。ディフェンスラインは、プロボウルに選出されたブレット・キーゼルに統率され、その後ろには4人の優れたラインバッカー、ラマー・ウッドリー、ジェームズ・ハリソン、ジェームズ・ファリアー、ローレンス・ティモンズの存在があった。3年連続でウッドリーとハリソンは、2桁サックをあげており、ウッドリーは、３ファンブルフォース、ハリソンは６ファンブルフォースを記録した。ファリアーは109タックル、6サック、ティモンズはチームトップの135タックルをあげるとともに、3サック、2インターセプトを記録した。
セカンダリーは、自己ベストの7インターセプトをあげてプロボウル及びNFL最優秀守備選手にも選ばれたトロイ・ポラマルに率いられた。
ヘッドコーチのマイク・トムリンは、38歳の時に史上最年少でスーパーボウルを制したコーチである。
チームはAFLとNFLの統合後の1970年代（1975年、1976年、1979年）、1980年代（1980年）、1990年代（1996年）、2000年代（2006年、2009年）、2010年代（2011年）の全ての時代においてスーパーボウル出場を果たしたチームとなった。

### プレーオフ
スティーラーズは、プレーオフ2試合を接戦で制した。ディビジョナルプレーオフでは、同地区のライバルで第5シードのボルチモア・レイブンズと対戦、第3ダウン残り19ヤードからアントニオ・ブラウンへの58ヤードのパスを通し、残り1分33秒にメンデンホールの2ヤードのTDランが決勝点となり、31-24で勝利した。この試合でロスリスバーガーは、226ヤードを投げて2TD、ディフェンスは3回のターンオーバーでボールを奪うとともに、ジョー・フラッコを5回サックした（ハリソンが3サック）。
AFCチャンピオンシップゲームでは、第6シードのニューヨーク・ジェッツを24-19で破った。前半チームは試合を完全に支配し、24-0でハーフタイムを迎えたが、第3Q終了までに24-10と追い上げられ、続くジェッツの攻撃では、自陣2ヤード地点まで攻め込まれたが、4回の攻撃を防いでTDを許さなかった。さらにセイフティ、TDをあげられたが、最後は時間を消費し勝利した。この試合でメンデンホールが121ヤード、1TD、2レシーブで32ヤードを獲得した。
パッカーズは、プレーオフ初戦で、第3シードのフィラデルフィア・イーグルスに21-16で勝利した。残り1分を切ってから、トラモン・ウィリアムズがエンドゾーン内でマイケル・ヴィックのパスをインターセプト、ロジャースは、180ヤードを投げて、3TDをあげた。レギュラーシーズン中はわずか101ヤードしか走っていないジェームズ・スタークスがこの試合で123ヤードを走った。
続いて13勝3敗で第1シードのアトランタ・ファルコンズとジョージア・ドームで対戦、キックオフリターンTDを許すなど、7-14とリードされたが、その後連続で35点をあげるなど、48-21で勝利した。ロジャースはパス36回中31回成功、366ヤード、3TDパス、1TDランの活躍、トラモン・ウィリアムズが2INT、そのうち1回はリターンTDをあげた。この試合ではパッカーズはパントを1回も蹴ることがなかった。
NFCチャンピオンシップゲームでは、シカゴ・ベアーズを21-14で破った。この試合ではロジャースはそれまでの2試合と違い、成績は振るわず、0TD、2INTに終わったものの、244ヤードを投げて、ランTDをあげた。またスタークスが74ヤードを走った。ディフェンスがジェイ・カトラーから3インターセプト、新人のサム・シールズが残り37秒で自陣エンドゾーン内でのインターセプトを含む2インターセプト、ラジがインターセプトリターンTDをあげた。

## 試合前のニュースと話題
スティーラーズとパッカーズは、2010年当時チアリーダーがいない6チームであり（他はシカゴ・ベアーズ、デトロイト・ライオンズ、クリーブランド・ブラウンズ、ニューヨーク・ジャイアンツ）、史上初めて両チームにチアリーダーがいない対戦となった。
パッカーズのラインマン、ブライアン・ブラガは21歳と322日とこれまでスーパーボウルに出場した最年少の選手となった（出場できていれば、マーキス・パウンシーは21歳と197日であった。）。
シカゴ・ベアーズのファンであるバラク・オバマ大統領は、シカゴが勝利したら試合を観戦すると発言していた。1月23日の試合でパッカーズがベアーズを破った試合後のロッカールームで、チャールズ・ウッドソンは「大統領が試合を見に来ないならスーパーボウルで勝利して俺たちがホワイトハウスを訪問して大統領に会いに行こうぜ」と発言した（スーパーボウルの優勝チームがホワイトハウスに招待されることが恒例となっている。）。1月26日にオバマは、グリーンベイを訪問し、市長とウィスコンシン州知事と面会、オバマの名前の入った背番号1のジャージと、ウッドソンのサインの入ったジャージの2着を受け取った。オバマは試合を観戦しなかったが、同年8月11日、ウッドソンの約束は実現され、チームはホワイトハウスを訪問し、オバマと会った。チームの訪問が遅れたのは、NFLがロックアウトとなったためであり、クリーブランド・ブラウンズとのプレシーズンゲーム前日となった。オバマは大統領選挙戦を支援してもらったルーニー一家（スティーラーズのオーナー一家）と親しく、ベアーズの次に好きなチームと公言しており、第43回スーパーボウルではスティーラーズを応援していた。

## エンターテインメント
試合前のアメリカ国歌はクリスティーナ・アギレラが歌ったが、国歌の歌詞を間違えるというトラブルが発生。スタジアムでは特に問題とされなかったものの、ネット上では歌詞の間違いに対する指摘や非難が集まり、後に本人が謝罪する事態となった。

### ハーフタイムショー
11月25日のNFL on FOX内にてブラック・アイド・ピーズがブリヂストン第45回スーパーボウルハーフタイムショーに出演することが発表された。

## 試合経過
| \| 開始 \| 開始 \| 開始 \| ボール保持 \| ドライブ \| ドライブ \| TOP \| 結果 \| 得点内容 \| 得点内容 \| 得点内容 \| 得点 \| 得点 \| \| Q \| 時間 \| 地点 \| ボール保持 \| P \| yd \| TOP \| 結果 \| yd \| 得点者 \| PAT \| スティーラーズ \| パッカーズ \| \| ------------------------------------------------------------------------------------------------------------------------------- \| ------------------------------------------------------------------------------------------------------------------------------- \| ------------------------------------------------------------------------------------------------------------------------------- \| ------------------------------------------------------------------------------------------------------------------------------- \| ------------------------------------------------------------------------------------------------------------------------------- \| ------------------------------------------------------------------------------------------------------------------------------- \| ------------------------------------------------------------------------------------------------------------------------------- \| ------------------------------------------------------------------------------------------------------------------------------- \| ------------------------------------------------------------------------------------------------------------------------------- \| ------------------------------------------------------------------------------------------------------------------------------- \| ------------------------------------------------------------------------------------------------------------------------------- \| -------------- \| ---------- \| \| 1 \| 15:00 \| 自陣36 \| スティーラーズ \| 3 \| 0 \| 1:47 \| パント \| — \| — \| — \| — \| — \| \| 1 \| 13:13 \| 自陣21 \| パッカーズ \| 5 \| 28 \| 2:08 \| パント \| — \| — \| — \| — \| — \| \| 1 \| 11:05 \| 自陣20 \| スティーラーズ \| 4 \| 24 \| 2:48 \| パント \| — \| — \| — \| — \| — \| \| 1 \| 8:17 \| 自陣20 \| パッカーズ \| 9 \| 80 \| 4:33 \| タッチダウン（パス） \| 29 \| ロジャース→Nelson \| キック成功 \| 0 \| 7 \| \| 1 \| 3:44 \| 自陣7 \| スティーラーズ \| 1 \| — \| 0:10 \| インターセプトリターンTD \| 37 \| Collins \| キック成功 \| 0 \| 14 \| \| 1-2 \| 3:20 \| 自陣36 \| スティーラーズ \| 13 \| 49 \| 7:12 \| フィールドゴール成功 \| 33 \| Suisham \| — \| 3 \| 14 \| \| 2 \| 11:08 \| 自陣25 \| パッカーズ \| 3 \| 9 \| 1:40 \| パント \| — \| — \| — \| — \| — \| \| 2 \| 9:28 \| 自陣12 \| スティーラーズ \| 7 \| 29 \| 5:00 \| インターセプト \| — \| — \| — \| — \| — \| \| 2 \| 4:28 \| 自陣47 \| パッカーズ \| 4 \| 53 \| 2:04 \| タッチダウン（パス） \| 21 \| ロジャース→Jennings \| キック成功 \| 3 \| 21 \| \| 2 \| 2:24 \| 自陣23 \| スティーラーズ \| 7 \| 77 \| 1:45 \| タッチダウン（パス） \| 8 \| ロスリスバーガー→ウォード \| キック成功 \| 10 \| 21 \| \| 2 \| 0:39 \| 自陣20 \| パッカーズ \| 1 \| 4 \| 0:39 \| 前半終了 \| — \| — \| — \| — \| — \| \| 前半終了 \| \| \| \| \| \| \| \| \| \| \| \| \| \| 3 \| 15:00 \| 自陣20 \| パッカーズ \| 3 \| 5 \| 2:21 \| パント \| — \| — \| — \| — \| — \| \| 3 \| 12:39 \| 50 \| スティーラーズ \| 5 \| 50 \| 2:20 \| タッチダウン（ラン） \| 8 \| Mendenhall \| キック成功 \| 17 \| 21 \| \| 3 \| 10:19 \| 自陣18 \| パッカーズ \| 3 \| -3 \| 1:19 \| パント \| — \| — \| — \| — \| — \| \| 3 \| 9:00 \| 自陣40 \| スティーラーズ \| 8 \| 26 \| 3:25 \| 52ydフィールドゴール失敗 \| — \| — \| — \| — \| — \| \| 3 \| 4:29 \| 自陣43 \| パッカーズ \| 4 \| 19 \| 1:59 \| パント \| — \| — \| — \| — \| — \| \| 3 \| 2:23 \| 自陣13 \| スティーラーズ \| 3 \| 8 \| 1:22 \| パント \| — \| — \| — \| — \| — \| \| 3 \| 0:47 \| 自陣13 \| パッカーズ \| 3 \| -5 \| 0:36 \| パント \| — \| — \| — \| — \| — \| \| 3-4 \| 0:11 \| 自陣41 \| スティーラーズ \| 2 \| 8 \| 0:21 \| ファンブルロスト \| — \| — \| — \| — \| — \| \| 4 \| 14:50 \| 自陣45 \| パッカーズ \| 8 \| 55 \| 2:53 \| タッチダウン（パス） \| 8 \| ロジャース→Jennings \| キック成功 \| 17 \| 28 \| \| 4 \| 11:57 \| 自陣34 \| スティーラーズ \| 7 \| 66 \| 4:23 \| タッチダウン（パス） \| 25 \| ロスリスバーガー→Wallace \| ラン成功 \| 25 \| 28 \| \| 4 \| 7:34 \| 自陣25 \| パッカーズ \| 10 \| 70 \| 5:27 \| フィールドゴール成功 \| 23 \| Crosby \| — \| 25 \| 31 \| \| 4 \| 2:07 \| 自陣13 \| スティーラーズ \| 5 \| 20 \| 1:18 \| 第4ダウン失敗 \| — \| — \| — \| — \| — \| \| 4 \| 0:49 \| 敵陣33 \| パッカーズ \| 2 \| -2 \| 0:49 \| 試合終了 \| — \| — \| — \| — \| — \| \| P=プレー数、TOP=タイム・オブ・ポゼッション、PAT=ポイント・アフター・タッチダウン。 アメリカンフットボールの用語集 (en) も参照。 \| P=プレー数、TOP=タイム・オブ・ポゼッション、PAT=ポイント・アフター・タッチダウン。 アメリカンフットボールの用語集 (en) も参照。 \| P=プレー数、TOP=タイム・オブ・ポゼッション、PAT=ポイント・アフター・タッチダウン。 アメリカンフットボールの用語集 (en) も参照。 \| P=プレー数、TOP=タイム・オブ・ポゼッション、PAT=ポイント・アフター・タッチダウン。 アメリカンフットボールの用語集 (en) も参照。 \| P=プレー数、TOP=タイム・オブ・ポゼッション、PAT=ポイント・アフター・タッチダウン。 アメリカンフットボールの用語集 (en) も参照。 \| P=プレー数、TOP=タイム・オブ・ポゼッション、PAT=ポイント・アフター・タッチダウン。 アメリカンフットボールの用語集 (en) も参照。 \| P=プレー数、TOP=タイム・オブ・ポゼッション、PAT=ポイント・アフター・タッチダウン。 アメリカンフットボールの用語集 (en) も参照。 \| P=プレー数、TOP=タイム・オブ・ポゼッション、PAT=ポイント・アフター・タッチダウン。 アメリカンフットボールの用語集 (en) も参照。 \| P=プレー数、TOP=タイム・オブ・ポゼッション、PAT=ポイント・アフター・タッチダウン。 アメリカンフットボールの用語集 (en) も参照。 \| P=プレー数、TOP=タイム・オブ・ポゼッション、PAT=ポイント・アフター・タッチダウン。 アメリカンフットボールの用語集 (en) も参照。 \| P=プレー数、TOP=タイム・オブ・ポゼッション、PAT=ポイント・アフター・タッチダウン。 アメリカンフットボールの用語集 (en) も参照。 \| 25 \| 31 \| | | | | | | | | | | |                |            |
| 開始 | 開始 | 開始 | ボール保持 | ドライブ | ドライブ | TOP | 結果 | 得点内容 | 得点内容 | 得点内容 | 得点           | 得点       |
| Q | 時間 | 地点 | ボール保持 | P | yd | TOP | 結果 | yd | 得点者 | PAT | スティーラーズ | パッカーズ |
| 1 | 15:00 | 自陣36 | スティーラーズ | 3 | 0 | 1:47 | パント | — | — | — | —              | —          |
| 1 | 13:13 | 自陣21 | パッカーズ | 5 | 28 | 2:08 | パント | — | — | — | —              | —          |
| 1 | 11:05 | 自陣20 | スティーラーズ | 4 | 24 | 2:48 | パント | — | — | — | —              | —          |
| 1 | 8:17 | 自陣20 | パッカーズ | 9 | 80 | 4:33 | タッチダウン（パス） | 29 | ロジャース→Nelson | キック成功 | 0              | 7          |
| 1 | 3:44 | 自陣7 | スティーラーズ | 1 | — | 0:10 | インターセプトリターンTD | 37 | Collins | キック成功 | 0              | 14         |
| 1-2 | 3:20 | 自陣36 | スティーラーズ | 13 | 49 | 7:12 | フィールドゴール成功 | 33 | Suisham | — | 3              | 14         |
| 2 | 11:08 | 自陣25 | パッカーズ | 3 | 9 | 1:40 | パント | — | — | — | —              | —          |
| 2 | 9:28 | 自陣12 | スティーラーズ | 7 | 29 | 5:00 | インターセプト | — | — | — | —              | —          |
| 2 | 4:28 | 自陣47 | パッカーズ | 4 | 53 | 2:04 | タッチダウン（パス） | 21 | ロジャース→Jennings | キック成功 | 3              | 21         |
| 2 | 2:24 | 自陣23 | スティーラーズ | 7 | 77 | 1:45 | タッチダウン（パス） | 8 | ロスリスバーガー→ウォード | キック成功 | 10             | 21         |
| 2 | 0:39 | 自陣20 | パッカーズ | 1 | 4 | 0:39 | 前半終了 | — | — | — | —              | —          |
| 前半終了 | | | | | | | | | | |                |            |
| 3 | 15:00 | 自陣20 | パッカーズ | 3 | 5 | 2:21 | パント | — | — | — | —              | —          |
| 3 | 12:39 | 50 | スティーラーズ | 5 | 50 | 2:20 | タッチダウン（ラン） | 8 | Mendenhall | キック成功 | 17             | 21         |
| 3 | 10:19 | 自陣18 | パッカーズ | 3 | -3 | 1:19 | パント | — | — | — | —              | —          |
| 3 | 9:00 | 自陣40 | スティーラーズ | 8 | 26 | 3:25 | 52ydフィールドゴール失敗 | — | — | — | —              | —          |
| 3 | 4:29 | 自陣43 | パッカーズ | 4 | 19 | 1:59 | パント | — | — | — | —              | —          |
| 3 | 2:23 | 自陣13 | スティーラーズ | 3 | 8 | 1:22 | パント | — | — | — | —              | —          |
| 3 | 0:47 | 自陣13 | パッカーズ | 3 | -5 | 0:36 | パント | — | — | — | —              | —          |
| 3-4 | 0:11 | 自陣41 | スティーラーズ | 2 | 8 | 0:21 | ファンブルロスト | — | — | — | —              | —          |
| 4 | 14:50 | 自陣45 | パッカーズ | 8 | 55 | 2:53 | タッチダウン（パス） | 8 | ロジャース→Jennings | キック成功 | 17             | 28         |
| 4 | 11:57 | 自陣34 | スティーラーズ | 7 | 66 | 4:23 | タッチダウン（パス） | 25 | ロスリスバーガー→Wallace | ラン成功 | 25             | 28         |
| 4 | 7:34 | 自陣25 | パッカーズ | 10 | 70 | 5:27 | フィールドゴール成功 | 23 | Crosby | — | 25             | 31         |
| 4 | 2:07 | 自陣13 | スティーラーズ | 5 | 20 | 1:18 | 第4ダウン失敗 | — | — | — | —              | —          |
| 4 | 0:49 | 敵陣33 | パッカーズ | 2 | -2 | 0:49 | 試合終了 | — | — | — | —              | —          |
| P=プレー数、TOP=タイム・オブ・ポゼッション、PAT=ポイント・アフター・タッチダウン。 アメリカンフットボールの用語集 (en) も参照。 | P=プレー数、TOP=タイム・オブ・ポゼッション、PAT=ポイント・アフター・タッチダウン。 アメリカンフットボールの用語集 (en) も参照。 | P=プレー数、TOP=タイム・オブ・ポゼッション、PAT=ポイント・アフター・タッチダウン。 アメリカンフットボールの用語集 (en) も参照。 | P=プレー数、TOP=タイム・オブ・ポゼッション、PAT=ポイント・アフター・タッチダウン。 アメリカンフットボールの用語集 (en) も参照。 | P=プレー数、TOP=タイム・オブ・ポゼッション、PAT=ポイント・アフター・タッチダウン。 アメリカンフットボールの用語集 (en) も参照。 | P=プレー数、TOP=タイム・オブ・ポゼッション、PAT=ポイント・アフター・タッチダウン。 アメリカンフットボールの用語集 (en) も参照。 | P=プレー数、TOP=タイム・オブ・ポゼッション、PAT=ポイント・アフター・タッチダウン。 アメリカンフットボールの用語集 (en) も参照。 | P=プレー数、TOP=タイム・オブ・ポゼッション、PAT=ポイント・アフター・タッチダウン。 アメリカンフットボールの用語集 (en) も参照。 | P=プレー数、TOP=タイム・オブ・ポゼッション、PAT=ポイント・アフター・タッチダウン。 アメリカンフットボールの用語集 (en) も参照。 | P=プレー数、TOP=タイム・オブ・ポゼッション、PAT=ポイント・アフター・タッチダウン。 アメリカンフットボールの用語集 (en) も参照。 | P=プレー数、TOP=タイム・オブ・ポゼッション、PAT=ポイント・アフター・タッチダウン。 アメリカンフットボールの用語集 (en) も参照。 | 25             | 31         |

第1Q、パッカーズがアーロン・ロジャースからジョーディ・ネルソンへの29ヤードのTDパスで7-0と先制、さらにベン・ロスリスバーガーのパスをニック・コリンズがインターセプト、37ヤードのリターンTDで14-0とリードを拡げた。第2Qにスティーラーズは33ヤードのFGで14-3としたが、ジャレッド・ブッシュのインターセプトでパッカーズが攻撃権を得るとそのドライブでグレッグ・ジェニングスへの21ヤードのTDパスが成功し21-3となった。スティーラーズはその後ハインズ・ウォードへの8ヤードのTDパスを成功させ、21-10でハーフタイムを迎えた。
前半にスティーラーズはエマニュエル・サンダース、パッカーズはチャールズ・ウッドソン、サム・シールズが負傷した（シールズはその後試合に復帰したが残りの選手は復帰できなかった。）。
第3Qにスティーラーズはラシャード・メンデンホールの8ヤードのTDランで21-17と4点差に追い上げたが、52ヤードのFGを失敗した。
第4Qにパッカーズはクレイ・マシューズ3世がメンデンホールのファンブルを誘発、攻撃権を獲得するとジェニングスへの2本目のTDパスで28-17と11点差にリードを拡げた。スティーラーズはマイク・ウォレスへの25ヤードのTDパスを成功、2ポイントコンバージョンも成功させて28-25と3点差に迫った。
残り7分以上で攻撃権を得たパッカーズは時間を費やしながらメイソン・クロスビーの23ヤードのFGで31-25とした。残り2分7秒でTDが必要となったスティーラーズは自陣13ヤードから攻撃を開始したが、最後第4ダウンギャンブルも失敗に終わりパッカーズが31-25で勝利した。

## スターティングラインアップ
| ピッツバーグ・スティーラーズ                  | ポジション | ポジション | グリーンベイ・パッカーズ               |
| --------------------------------------------- | ---------- | ---------- | -------------------------------------- |
| オフェンス                                    |            |            |                                        |
| ハインズ・ウォード Hines Ward                 | WR         | WR         | グレッグ・ジェニングス Greg Jennings   |
| ジョナサン・スコット Jonathan Scott           | LT         | LT         | チャド・クリフトン Chad Clifton        |
| クリス・キイモイアトゥ Chris Kemoeatu         | LG         | LG         | ダリン・カレッジ Daryn Colledge        |
| ダグ・ルガースキー Doug Legursky              | C          | C          | スコット・ウェルズ Scott Wells         |
| ラモン・フォスター Ramon Foster               | RG         | RG         | ジョシュ・シットン Josh Sitton         |
| フローゼル・アダムス Flozell Adams            | RT         | RT         | ブライアン・ブラガ Bryan Bulaga        |
| ヒース・ミラー Heath Miller                   | TE         | WR         | ジェームズ・ジョーンズ James Jones     |
| デビッド・ジョンソン David Johnson            | FB         | WR         | ドナルド・ドライバー Donald Driver     |
| ベン・ロスリスバーガー Ben Roethlisberger     | QB         | QB         | アーロン・ロジャース Aaron Rodgers     |
| マット・スパエス Matt Spaeth                  | TE         | WR         | ジョーディ・ネルソン Jordy Nelson      |
| ラシャード・メンデンホール Rashard Mendenhall | RB         | RB         | ジェームズ・スタークス James Starks    |
| ディフェンス                                  |            |            |                                        |
| ケイシー・ハンプトン Casey Hampton            | NT         | LDE        | ライアン・ピケット Ryan Pickett        |
| ブレット・キーゼル Brett Keisel               | DE         | NT         | B・J・ラジ B. J. Raji                  |
| ラマー・ウッドリー LaMarr Woodley             | LOLB       | DE         | カレン・ジェンキンス Cullen Jenkins    |
| ジェームズ・ファリアー James Farrior          | LILB       | RDE        | ハワード・グリーン Howard Green        |
| ローレンス・ティモンズ Lawrence Timmons       | RILB       | LOLB       | クレイ・マシューズ3世 Clay Matthews    |
| ジェームズ・ハリソン James Harrison           | ROLB       | LILB       | A・J・ホーク A. J. Hawk                |
| ブライアント・マクファッデン Bryant McFadden  | LCB        | RILB       | デズモンド・ビショップ Desmond Bishop  |
| アイク・テイラー Ike Taylor                   | RCB        | ROLB       | フランク・ゾンボ Frank Zombo           |
| ライアン・クラーク Ryan Clark                 | FS         | LCB        | チャールズ・ウッドソン Charles Woodson |
| トロイ・ポラマル Troy Polamalu                | SS         | RCB        | トラモン・ウィリアムズ Tramon Williams |
| ウィリアム・ゲイ William Gay                  | CB         | FS         | ニック・コリンズ Nick Collins          |
| スペシャルチーム                              |            |            |                                        |
| ショーン・スイシャム Shaun Suisham            | K          | K          | メイソン・クロスビー Mason Crosby      |
| ジェレミー・カピノス Jeremy Kapinos           | P          | P          | ティム・マステイ Tim Masthay           |
| ヘッドコーチ                                  |            |            |                                        |
| マイク・トムリン Mike Tomlin                  | HC         | HC         | マイク・マッカーシー Mike McCarthy     |

## トーナメント表
|  | |                                                     |                                                     |                        |                        |                              |                                |                              |                              |                              |                              |                                 |                                 |                                 |  |  |  |  |
|  | 2011年1月8日 ルーカス・オイル・スタジアム | 2011年1月8日 ルーカス・オイル・スタジアム           | 2011年1月8日 ルーカス・オイル・スタジアム           |                        |                        | 1月16日 ジレット・スタジアム | 1月16日 ジレット・スタジアム   | 1月16日 ジレット・スタジアム |                              |                              |                              |                                 |                                 |                                 |  |  |  |  |
|  | 2011年1月8日 ルーカス・オイル・スタジアム | 2011年1月8日 ルーカス・オイル・スタジアム           | 2011年1月8日 ルーカス・オイル・スタジアム           |                        |                        | 1月16日 ジレット・スタジアム | 1月16日 ジレット・スタジアム   | 1月16日 ジレット・スタジアム |                              |                              |                              |                                 |                                 |                                 |  |  |  |  |
|  | 2011年1月8日 ルーカス・オイル・スタジアム | 2011年1月8日 ルーカス・オイル・スタジアム           | 2011年1月8日 ルーカス・オイル・スタジアム           |                        |                        | 1月16日 ジレット・スタジアム | 1月16日 ジレット・スタジアム   | 1月16日 ジレット・スタジアム |                              |                              |                              |                                 |                                 |                                 |  |  |  |  |
|  | 2011年1月8日 ルーカス・オイル・スタジアム | 2011年1月8日 ルーカス・オイル・スタジアム           | 2011年1月8日 ルーカス・オイル・スタジアム           |                        |                        | 1月16日 ジレット・スタジアム | 1月16日 ジレット・スタジアム   | 1月16日 ジレット・スタジアム |                              |                              |                              |                                 |                                 |                                 |  |  |  |  |
|  | 6 | ジェッツ                                            | 17                                                  |                        |                        | 1月16日 ジレット・スタジアム | 1月16日 ジレット・スタジアム   | 1月16日 ジレット・スタジアム |                              |                              |                              |                                 |                                 |                                 |  |  |  |  |
|  | 6 | ジェッツ                                            | 17                                                  | 6                      | ジェッツ               | 28                           |                                |                              |                              |                              |                              |                                 |                                 |                                 |  |  |  |  |
|  | 3 | コルツ                                              | 16                                                  | 6                      | ジェッツ               | 28                           |                                |                              | 1月22日 ハインツ・フィールド | 1月22日 ハインツ・フィールド | 1月22日 ハインツ・フィールド |                                 |                                 |                                 |  |  |  |  |
|  | 3 | コルツ                                              | 16                                                  | 1                      | ペイトリオッツ         | 21                           |                                |                              | 1月22日 ハインツ・フィールド | 1月22日 ハインツ・フィールド | 1月22日 ハインツ・フィールド |                                 |                                 |                                 |  |  |  |  |
|  | |                                                     |                                                     | 1                      | ペイトリオッツ         | 21                           |                                |                              | 1月22日 ハインツ・フィールド | 1月22日 ハインツ・フィールド | 1月22日 ハインツ・フィールド |                                 |                                 |                                 |  |  |  |  |
|  | AFC |                                                     |                                                     |                        |                        |                              |                                |                              | 1月22日 ハインツ・フィールド | 1月22日 ハインツ・フィールド | 1月22日 ハインツ・フィールド |                                 |                                 |                                 |  |  |  |  |
|  | 2011年1月9日 アローヘッド・スタジアム | 2011年1月9日 アローヘッド・スタジアム               | 2011年1月9日 アローヘッド・スタジアム               | 6                      | ジェッツ               | 19                           |                                |                              |                              |                              |                              |                                 |                                 |                                 |  |  |  |  |
|  | 2011年1月9日 アローヘッド・スタジアム | 2011年1月9日 アローヘッド・スタジアム               | 2011年1月9日 アローヘッド・スタジアム               | 6                      | ジェッツ               | 19                           | 1月15日 ハインツ・フィールド   |                              |                              |                              |                              |                                 |                                 |                                 |  |  |  |  |
|  | 2011年1月9日 アローヘッド・スタジアム | 2011年1月9日 アローヘッド・スタジアム               | 2011年1月9日 アローヘッド・スタジアム               |                        | 2                      | スティーラーズ               | 24                             |                              |                              |                              |                              |                                 |                                 |                                 |  |  |  |  |
|  | 2011年1月9日 アローヘッド・スタジアム | 2011年1月9日 アローヘッド・スタジアム               | 2011年1月9日 アローヘッド・スタジアム               |                        | 2                      | スティーラーズ               | 24                             |                              |                              |                              |                              |                                 |                                 |                                 |  |  |  |  |
|  | 5 | レイブンズ                                          | 30                                                  | AFC チャンピオンシップ | AFC チャンピオンシップ | AFC チャンピオンシップ       |                                |                              |                              |                              |                              |                                 |                                 |                                 |  |  |  |  |
|  | 5 | レイブンズ                                          | 30                                                  | AFC チャンピオンシップ | AFC チャンピオンシップ | AFC チャンピオンシップ       | 5                              | レイブンズ                   | 24                           |                              |                              |                                 |                                 |                                 |  |  |  |  |
|  | 4 | チーフス                                            | 7                                                   | AFC チャンピオンシップ | AFC チャンピオンシップ | AFC チャンピオンシップ       | 5                              | レイブンズ                   | 24                           |                              |                              | 2月6日 カウボーイズ・スタジアム | 2月6日 カウボーイズ・スタジアム | 2月6日 カウボーイズ・スタジアム |  |  |  |  |
|  | 4 | チーフス                                            | 7                                                   | AFC チャンピオンシップ | AFC チャンピオンシップ | AFC チャンピオンシップ       | 2                              | スティーラーズ               | 31                           |                              |                              | 2月6日 カウボーイズ・スタジアム | 2月6日 カウボーイズ・スタジアム | 2月6日 カウボーイズ・スタジアム |  |  |  |  |
|  | ワイルドカード・プレーオフ |                                                     |                                                     |                        |                        |                              | 2                              | スティーラーズ               | 31                           |                              |                              | 2月6日 カウボーイズ・スタジアム | 2月6日 カウボーイズ・スタジアム | 2月6日 カウボーイズ・スタジアム |  |  |  |  |
|  | ディビジョナル・プレーオフ |                                                     |                                                     |                        |                        |                              |                                |                              |                              |                              |                              | 2月6日 カウボーイズ・スタジアム | 2月6日 カウボーイズ・スタジアム | 2月6日 カウボーイズ・スタジアム |  |  |  |  |
|  | 2011年1月9日 リンカーン・フィナンシャル・フィールド | 2011年1月9日 リンカーン・フィナンシャル・フィールド | 2011年1月9日 リンカーン・フィナンシャル・フィールド | A2                     | スティーラーズ         | 25                           |                                |                              |                              |                              |                              |                                 |                                 |                                 |  |  |  |  |
|  | 2011年1月9日 リンカーン・フィナンシャル・フィールド | 2011年1月9日 リンカーン・フィナンシャル・フィールド | 2011年1月9日 リンカーン・フィナンシャル・フィールド | A2                     | スティーラーズ         | 25                           | 1月15日 ジョージア・ドーム     |                              |                              |                              |                              |                                 |                                 |                                 |  |  |  |  |
|  | 2011年1月9日 リンカーン・フィナンシャル・フィールド | 2011年1月9日 リンカーン・フィナンシャル・フィールド | 2011年1月9日 リンカーン・フィナンシャル・フィールド |                        | N6                     | パッカーズ                   | 31                             |                              |                              |                              |                              |                                 |                                 |                                 |  |  |  |  |
|  | 2011年1月9日 リンカーン・フィナンシャル・フィールド | 2011年1月9日 リンカーン・フィナンシャル・フィールド | 2011年1月9日 リンカーン・フィナンシャル・フィールド |                        | N6                     | パッカーズ                   | 31                             |                              |                              |                              |                              |                                 |                                 |                                 |  |  |  |  |
|  | 6 | パッカーズ                                          | 21                                                  | 第45回スーパーボウル   | 第45回スーパーボウル   | 第45回スーパーボウル         |                                |                              |                              |                              |                              |                                 |                                 |                                 |  |  |  |  |
|  | 6 | パッカーズ                                          | 21                                                  | 第45回スーパーボウル   | 第45回スーパーボウル   | 第45回スーパーボウル         | 6                              | パッカーズ                   | 48                           |                              |                              |                                 |                                 |                                 |  |  |  |  |
|  | 3 | イーグルス                                          | 16                                                  | 第45回スーパーボウル   | 第45回スーパーボウル   | 第45回スーパーボウル         | 6                              | パッカーズ                   | 48                           |                              |                              | 1月22日 ソルジャー・フィールド  | 1月22日 ソルジャー・フィールド  | 1月22日 ソルジャー・フィールド  |  |  |  |  |
|  | 3 | イーグルス                                          | 16                                                  | 第45回スーパーボウル   | 第45回スーパーボウル   | 第45回スーパーボウル         | 1                              | ファルコンズ                 | 21                           |                              |                              | 1月22日 ソルジャー・フィールド  | 1月22日 ソルジャー・フィールド  | 1月22日 ソルジャー・フィールド  |  |  |  |  |
|  | |                                                     |                                                     |                        |                        |                              | 1                              | ファルコンズ                 | 21                           |                              |                              | 1月22日 ソルジャー・フィールド  | 1月22日 ソルジャー・フィールド  | 1月22日 ソルジャー・フィールド  |  |  |  |  |
|  | NFC |                                                     |                                                     |                        |                        |                              |                                |                              |                              |                              |                              | 1月22日 ソルジャー・フィールド  | 1月22日 ソルジャー・フィールド  | 1月22日 ソルジャー・フィールド  |  |  |  |  |
|  | 2011年1月8日 クエスト・フィールド | 2011年1月8日 クエスト・フィールド                   | 2011年1月8日 クエスト・フィールド                   | 6                      | パッカーズ             | 21                           |                                |                              |                              |                              |                              |                                 |                                 |                                 |  |  |  |  |
|  | 2011年1月8日 クエスト・フィールド | 2011年1月8日 クエスト・フィールド                   | 2011年1月8日 クエスト・フィールド                   | 6                      | パッカーズ             | 21                           | 1月16日 ソルジャー・フィールド |                              |                              |                              |                              |                                 |                                 |                                 |  |  |  |  |
|  | 2011年1月8日 クエスト・フィールド | 2011年1月8日 クエスト・フィールド                   | 2011年1月8日 クエスト・フィールド                   |                        | 2                      | ベアーズ                     | 14                             |                              |                              |                              |                              |                                 |                                 |                                 |  |  |  |  |
|  | 2011年1月8日 クエスト・フィールド | 2011年1月8日 クエスト・フィールド                   | 2011年1月8日 クエスト・フィールド                   |                        | 2                      | ベアーズ                     | 14                             |                              |                              |                              |                              |                                 |                                 |                                 |  |  |  |  |
|  | 5 | セインツ                                            | 36                                                  | NFC チャンピオンシップ | NFC チャンピオンシップ | NFC チャンピオンシップ       |                                |                              |                              |                              |                              |                                 |                                 |                                 |  |  |  |  |
|  | 5 | セインツ                                            | 36                                                  | NFC チャンピオンシップ | NFC チャンピオンシップ | NFC チャンピオンシップ       | 4                              | シーホークス                 | 24                           |                              |                              |                                 |                                 |                                 |  |  |  |  |
|  | 4 | シーホークス                                        | 41                                                  | NFC チャンピオンシップ | NFC チャンピオンシップ | NFC チャンピオンシップ       | 4                              | シーホークス                 | 24                           |                              |                              |                                 |                                 |                                 |  |  |  |  |
|  | 4 | シーホークス                                        | 41                                                  | NFC チャンピオンシップ | NFC チャンピオンシップ | NFC チャンピオンシップ       | 2                              | ベアーズ                     | 35                           |                              |                              |                                 |                                 |                                 |  |  |  |  |
|  | |                                                     |                                                     |                        |                        |                              | 2                              | ベアーズ                     | 35                           |                              |                              |                                 |                                 |                                 |  |  |  |  |
|  | - 対戦カード及びスタジアムはシード順で決定される。 そのラウンドに登場する最上位チームが最下位チームとホームで対戦、残った2チームが上位チームのホームで対戦する。 - スーパーボウル開催地は事前にオーナー会議で決定。 - チーム名の左の数字は、2010年レギュラーシーズンの結果に基づいて決定されたシード順。 - * は延長戦決着 - 日付はアメリカ東部時間 |                                                     |                                                     |                        |                        |                              |                                |                              |                              |                              |                              |                                 |                                 |                                 |  |  |  |  |

## 放送
全米でのテレビ中継はFOXが担当し、国際映像はNFLネットワークを通じて全世界に中継された。FOXでの放送は実況にジョー・バック、解説にはトロイ・エイクマンが勤めた。米国内での平均視聴率（エーシーニールセン調べ）は46%、世帯占拠率では69%を記録。平均視聴者数は1億1100万人となり、米国内におけるテレビ視聴者数の最高記録を更新した。試合終了後に放送された『Glee』（シーズン2）もシーズン最高の視聴者数を記録している。
カナダ国内ではCTVがFOXの映像で放映（ただしCMは差し替え）、BBC、W9でも放送された。

### 日本におけるテレビ中継
- NHK BS-1
  - 実況:松野靖彦 解説:高野元秀
- 日本テレビ・日テレG+
  - 実況:菅谷大介 解説:後藤完夫 ゲスト:オードリー

## 仮設スタンドのトラブル
開催地となったカウボーイズ・スタジアムでは、試合当日になって仮設スタンドの安全性に問題があることが発覚し、観戦客の一部（約1250人）が正規の座席で試合を観戦できないという問題が発生。約850人については別の空席に案内されたが、残る約400人についてはスタジアムへの入場すらできない事態となった。このためNFLでは、この問題の影響を受けた観客に対し、希望者にはチケットを額面の3倍の2400ドル（約20万円）で払い戻す・翌年のスーパーボウルに招待する等の措置を取る方針を明らかにしているが、対象者のうち少なくとも2名がこの措置に納得せず、NFLやカウボーイズを相手取った訴訟を起こしている。NFLはその後ファンの不満を受けて代替のスーパーボウルチケットを希望する大会を選ぶこと、2400ドルの補償金の代わりにその際の往復の飛行機代、宿泊するホテルの手配を要求できるよう改めた。